# Vjatka (řeka)
Vjatka (rusky  Вятка) je řeka v Kirovské oblasti, v Udmurtsku a v Tatarstánu (dolní tok) v Rusku. Je dlouhá 1314 km. Povodí řeky je 129 000 km².

## Průběh toku
Pramení na Hornokamské vysočině na severu Udmurtska. Je charakteristická prudkými změnami směru toku (nejprve ze severního na jihozápadní a poté na jihovýchodní) a velkou členitostí po celé délce. Je to typická rovinná řeka, jež teče převážně v široké dolině s mírnými úbočími. Na dolním toku se široké a úzké úseky střídají co 1 až 5 km. Na řece je mnoho říčních prahů. Zleva se do ní vlévá řeka Bílá Cholunica. Ústí zprava do Kamy.

### Přítoky
- zprava – Kobra, Letka, Velikaja, Moloma, Pižma
- zleva – Čepca, Bystrica, Voja, Kilmez

## Vodní režim
Zdrojem vody jsou převážně sněhové srážky. Průměrný roční průtok vody činí 890 m³/s. Zamrzá v první polovině listopadu a rozmrzá ve druhé polovině dubna.

## Využití
Řeka je bohatá na ryby (cejn velký, plotice obecná, lín obecný, ostrucha křivočará, sumec velký, štika obecná, okoun říční, candát obecný). Je splavná. Pravidelná vodní doprava je provozována do Kirova tj. do vzdálenosti 700 km od ústí a na jaře až do přístavu Kirs ve vzdálenosti 1000 km od ústí. Hlavní přístavy jsou Kirov, Kotělnič, Sovetsk, Vjatskije Poljany.